# Desa Sukamukti (administrativ by i Indonesien, lat -7,00, long 107,58)
Desa Sukamukti är en administrativ by i Indonesien.   Den ligger i provinsen Jawa Barat, i den västra delen av landet, 120 km sydost om huvudstaden Jakarta.